# 岩宿遺跡

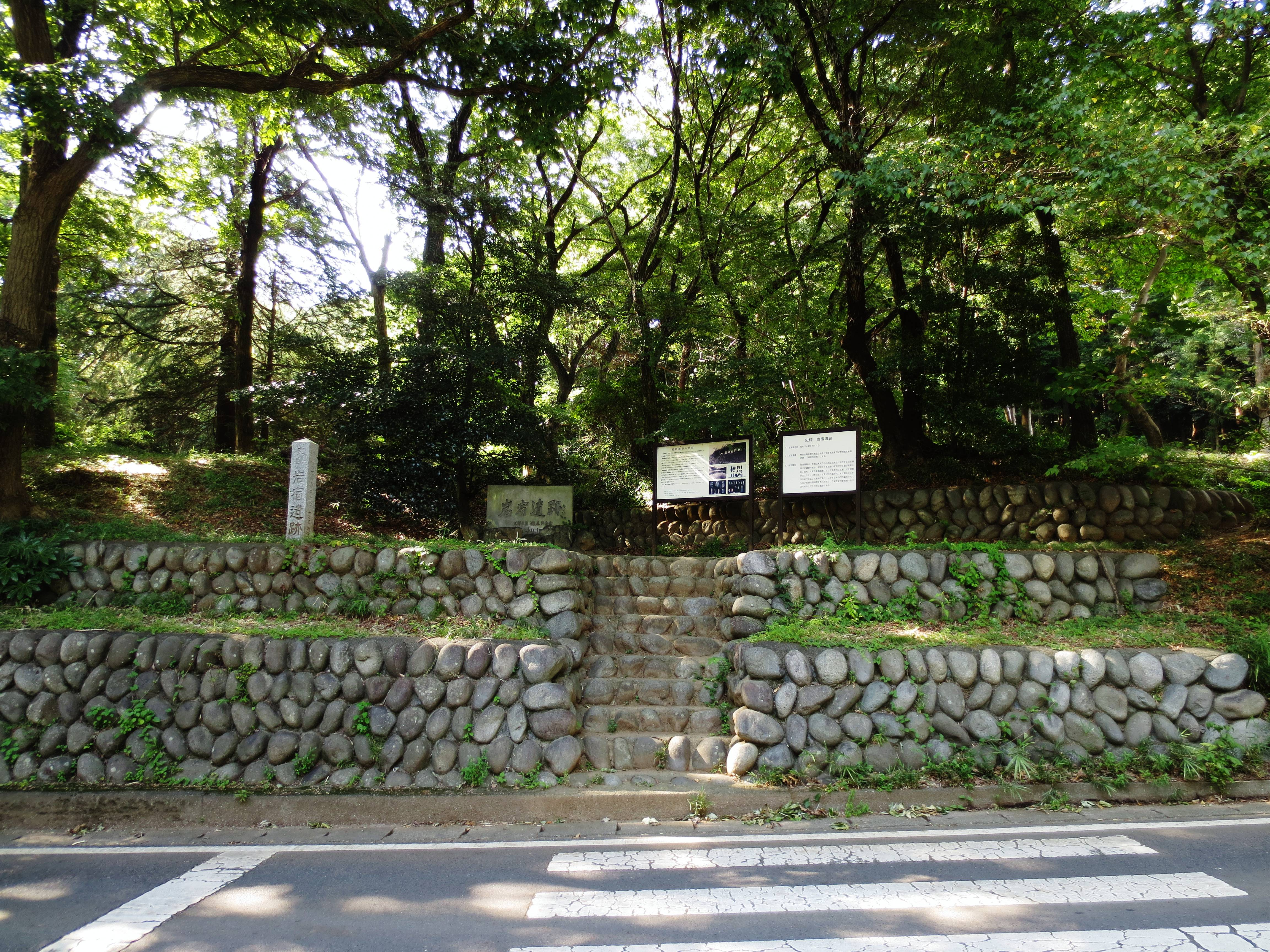
史跡・岩宿遺跡（A地点）

岩宿遺跡（いわじゅくいせき）は、群馬県みどり市笠懸町阿左美にある旧石器時代の遺跡。国の史跡に指定されている。
1946年（昭和21年）頃、当時在野の考古学者であった相沢忠洋によって発見された。この発見によって、それまで土器時代以前の日本列島に人類は居住していなかったとされた定説を覆し、日本にも旧石器時代が存在したことが証明された。これ以降、日本全国において旧石器時代の遺跡の発見が相次ぐことになった。相沢忠洋の偉業は後世に受け継がれた。
座標: 北緯36度24分0.2秒 東経139度17分15.0秒 / 北緯36.400056度 東経139.287500度

## 概要

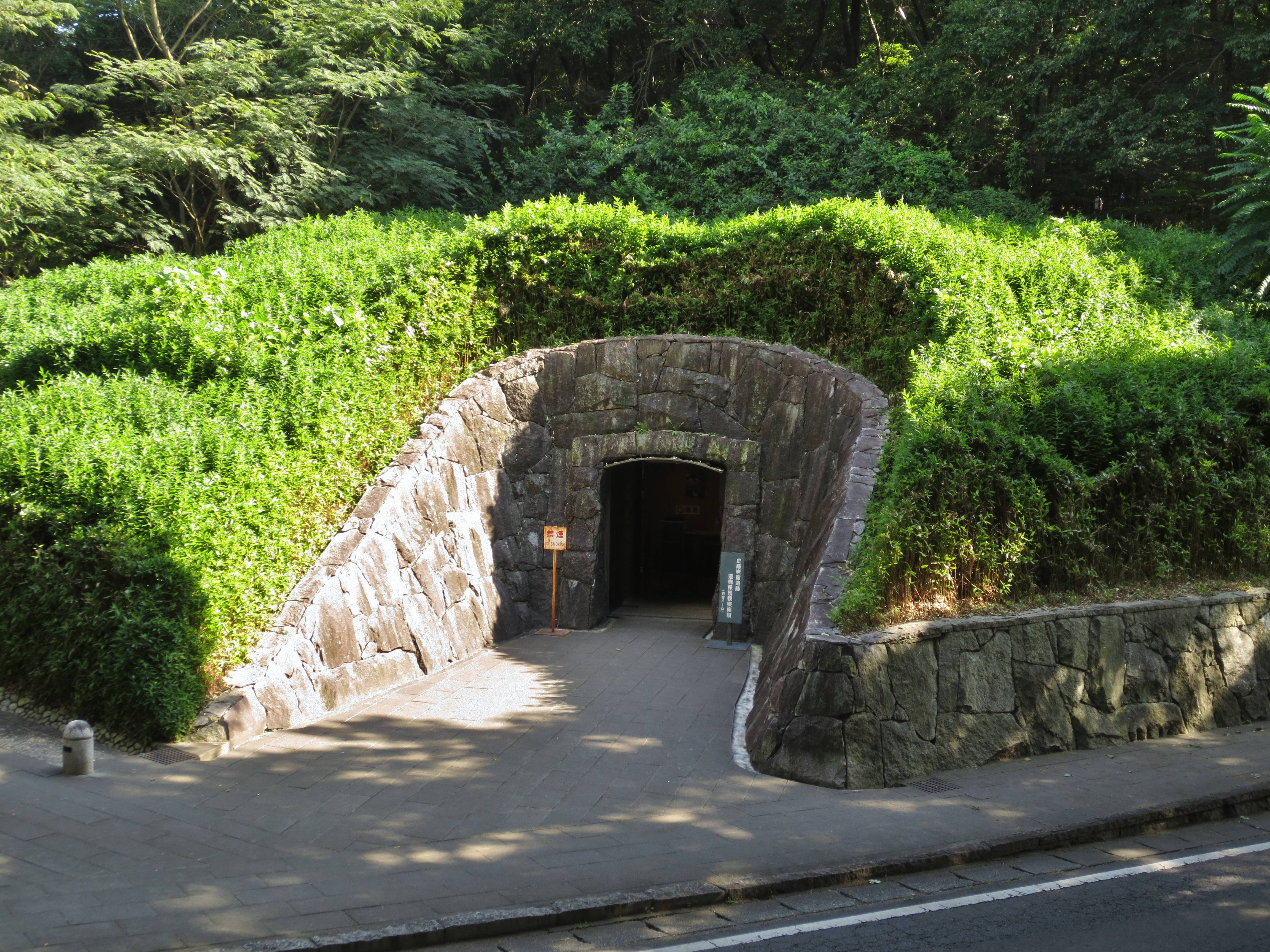
B地点は「史跡岩宿遺跡遺構保護観察施設」（岩宿ドーム）として公開されている

岩宿遺跡は赤城山の南東、渡良瀬川右岸地域の小残丘「鹿田山丘陵」に立地しており、丘陵の北部は「稲荷山」、南部は「山寺山」および「金比羅山」（琴平山とも）と呼称される。稲荷山と山寺山の境をなす低い鞍部には町道が通っていたが、相沢忠洋によれば、初めてローム層中で打製石器を発見したのは、この道路の切通においてであった。相沢は当時、納豆の行商をおこないながら熱心に考古学研究にいそしんでいた。
1949年（昭和24年）、杉原荘介の主導による明治大学の発掘調査で、切通の北側がA区、南側がB区と命名され、A区において上下2層の石器文化層が確認された。
下層の黒褐色層岩宿I文化（約3万年前）と呼ばれる石器群は、地表の下約1.5メートルの中部ローム最上部の暗色帯中に包含されており、楕円の形状をなす打製石斧2点の他、掻器類、2次加工のある刃器状剥片、石核があり、石材には主に頁岩が認められる。同層からは多数の自然礫やクリ材の炭化物もみられた。この結果は、旧石器時代の段階における植物資源の広汎な活用を示唆する。この暗色帯の最上部には姶良Tn火山灰（AT火山灰）が確認されており、このことより、岩宿I文化の年代は今から2.5万年以上前にさかのぼると考えられる。
A区上層の黄褐色層岩宿II文化（約2万年前）は、上部ローム層中に含まれる切出状のナイフ形石器を指標とする文化で、瑪瑙、頁岩、黒耀石、安山岩などさまざまな石材が用いられている。

## 略年表

相沢忠洋像

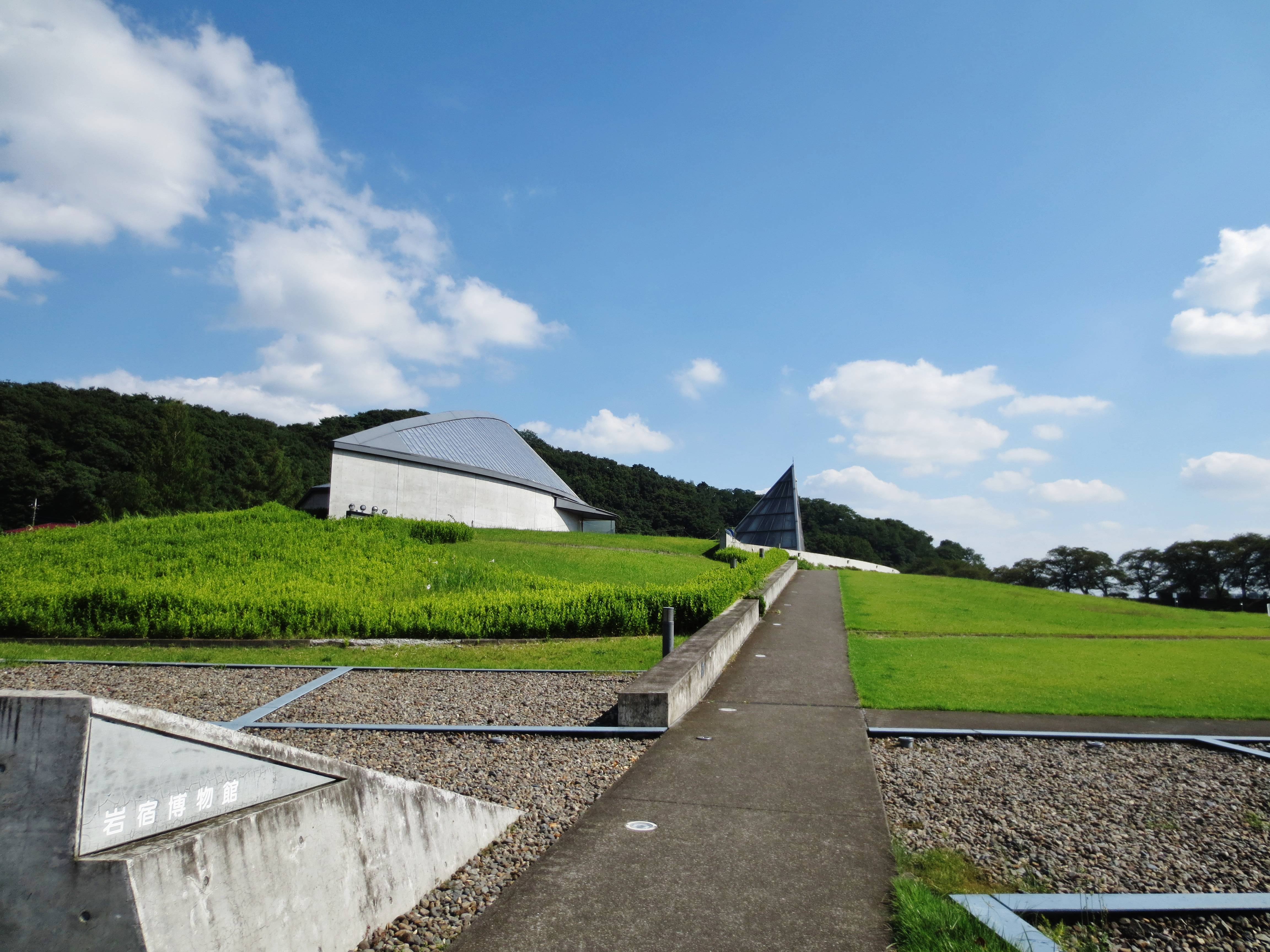
岩宿博物館

- 1946年（昭和21年） - 相沢忠洋が赤城山南東の関東ローム層から黒曜石の打製石器を発見｡
- 1949年（昭和24年） - 明治大学教授杉原荘介の主導する調査団によって調査がおこなわれ、日本における旧石器時代の存在が立証された[† 3][5]。
- 1960年（昭和35年） - A区が群馬県指定史跡になる。
- 1970年（昭和45年） - B区が公有化になる。珪岩製旧石器が発見される。
- 1979年（昭和54年） - 岩宿遺跡が国の史跡に指定される。
- 1980年（昭和55年） - 遺跡の東側で石器が出土される。
- 1990年（平成02年） - 岩宿ドームが開館。
- 1992年（平成04年） - 笠懸野岩宿文化資料館が開館。
- 2006年（平成18年） - 笠懸野岩宿文化資料館を｢岩宿博物館｣と名称変更。

## 発掘調査
- 明治大学と相沢忠洋が共同で発掘作業を行った結果、数カ所から石器を発見。日本に旧石器時代が存在していたことが証明される。
- 発掘調査によって関東ローム層の別々の層から2つの石器群が発見された。このことから約3万年前と約2万年前の2つの異なる文化の段階が分かる。
- 打製石器や陶器、刃器状の破片なども多く見つかっている。

## 文化財

### 重要文化財（国指定）

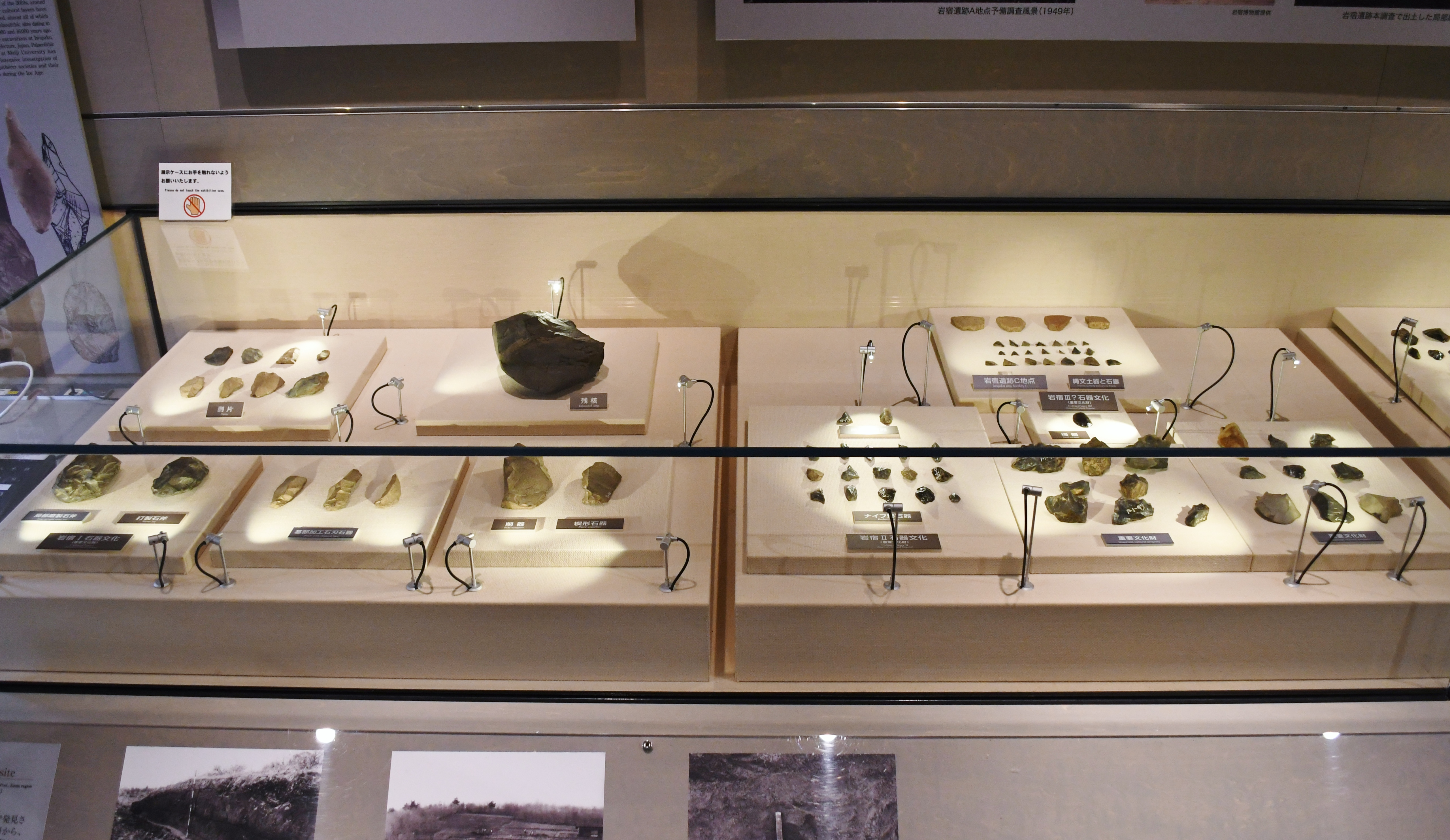
出土品明治大学博物館展示（他画像も同様）。

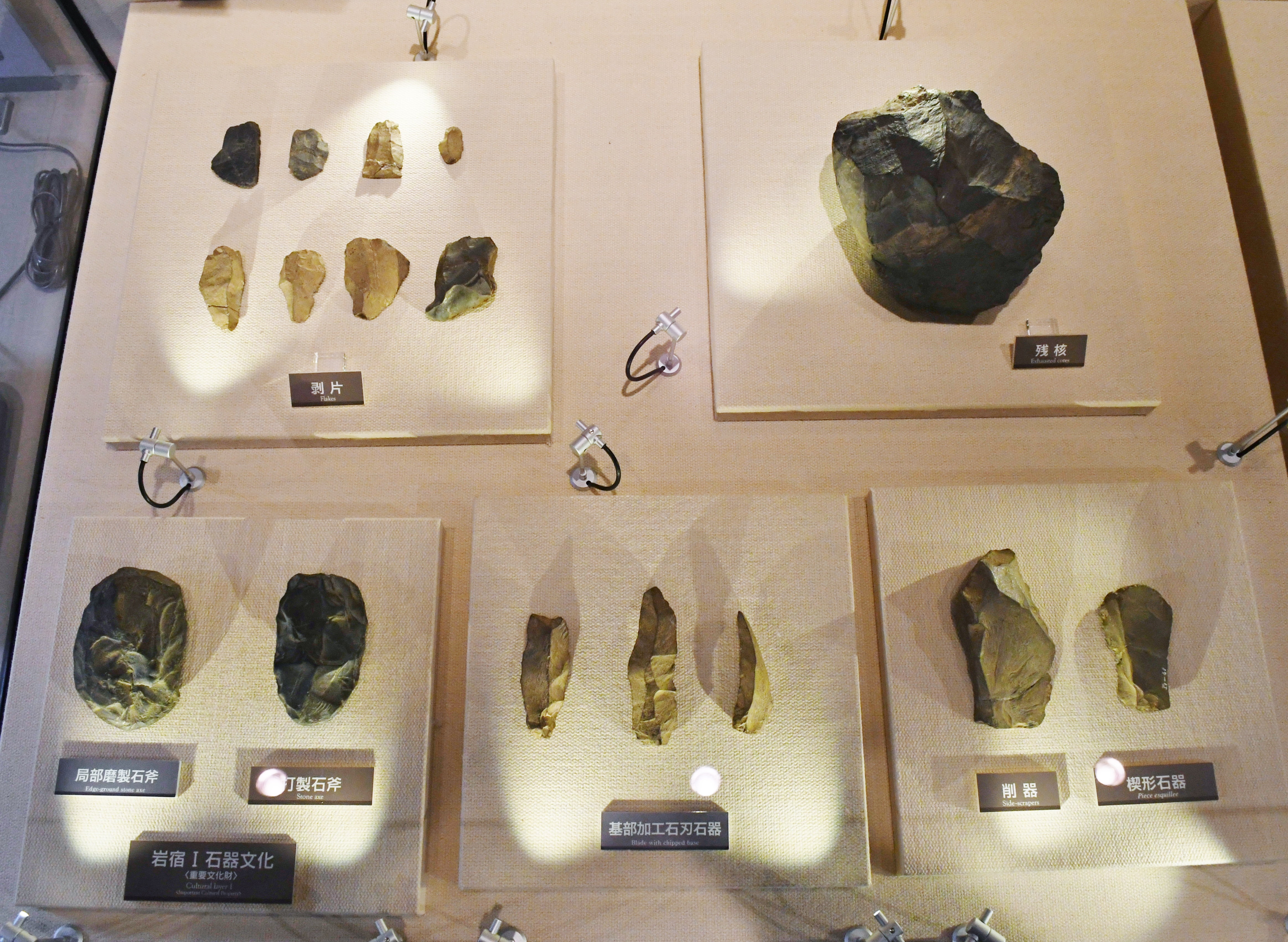
第一文化層

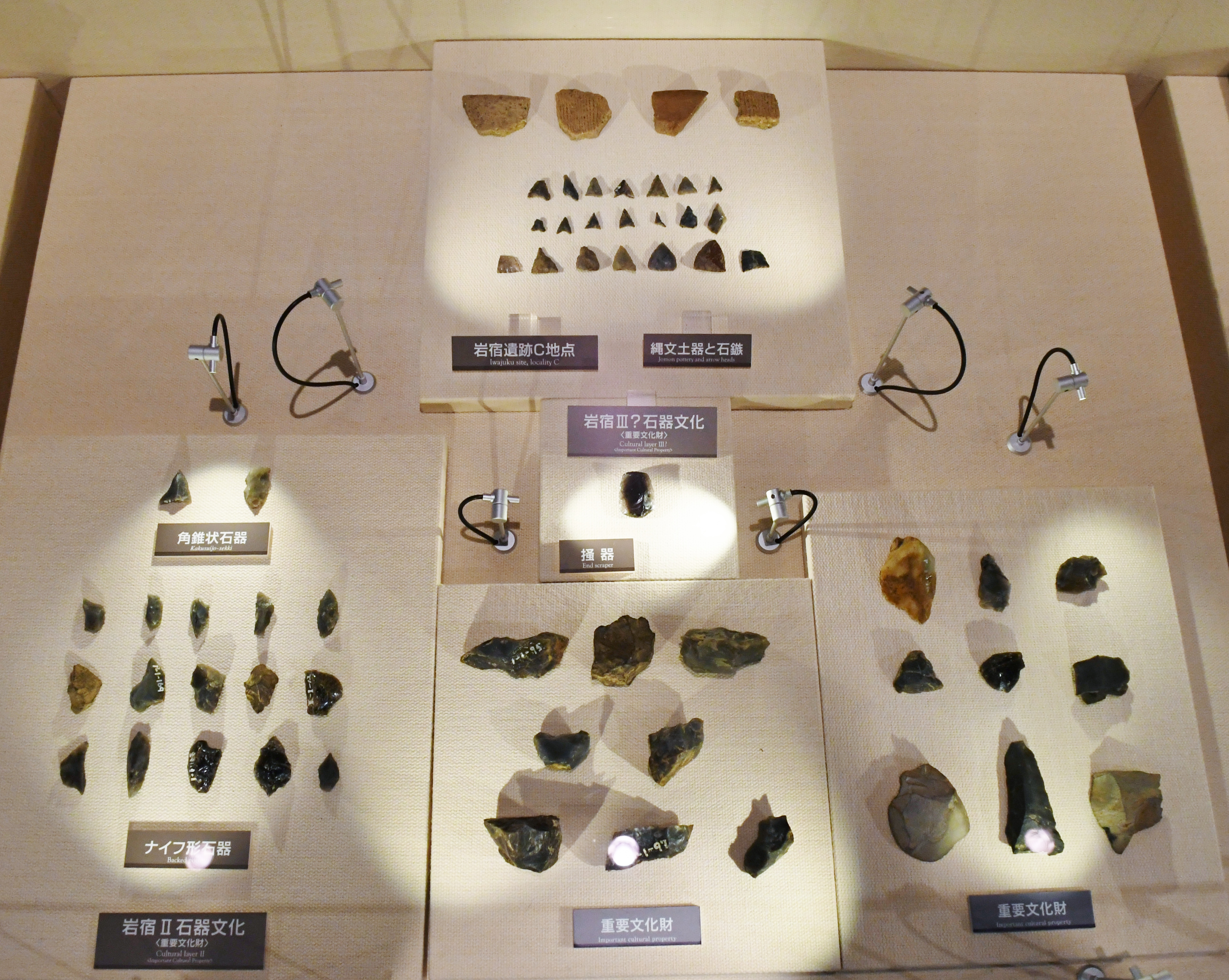
第二・第三文化層、
岩宿遺跡C地点

- 岩宿遺跡出土品（考古資料） - 明細は以下。明治大学所有。1975年（昭和50年）6月12日指定[6]。
  - 第一文化層
    - 敲打器 2箇
    - 剥片 10箇
    - 石核 2箇

  - 第二文化層
    - 切出形石器 5箇
    - ナイフ形石器 6箇
    - 剥片 43箇
    - 石核 11箇

  - 第三文化層
    - 掻器 1箇

  - （附指定）第一・第二・第三文化層出土砕片 一括

### 国の史跡
- 岩宿遺跡 - 1979年（昭和54年）8月17日指定、2017年（平成29年）10月13日に史跡範囲の追加指定[7]。